# Migración de peces

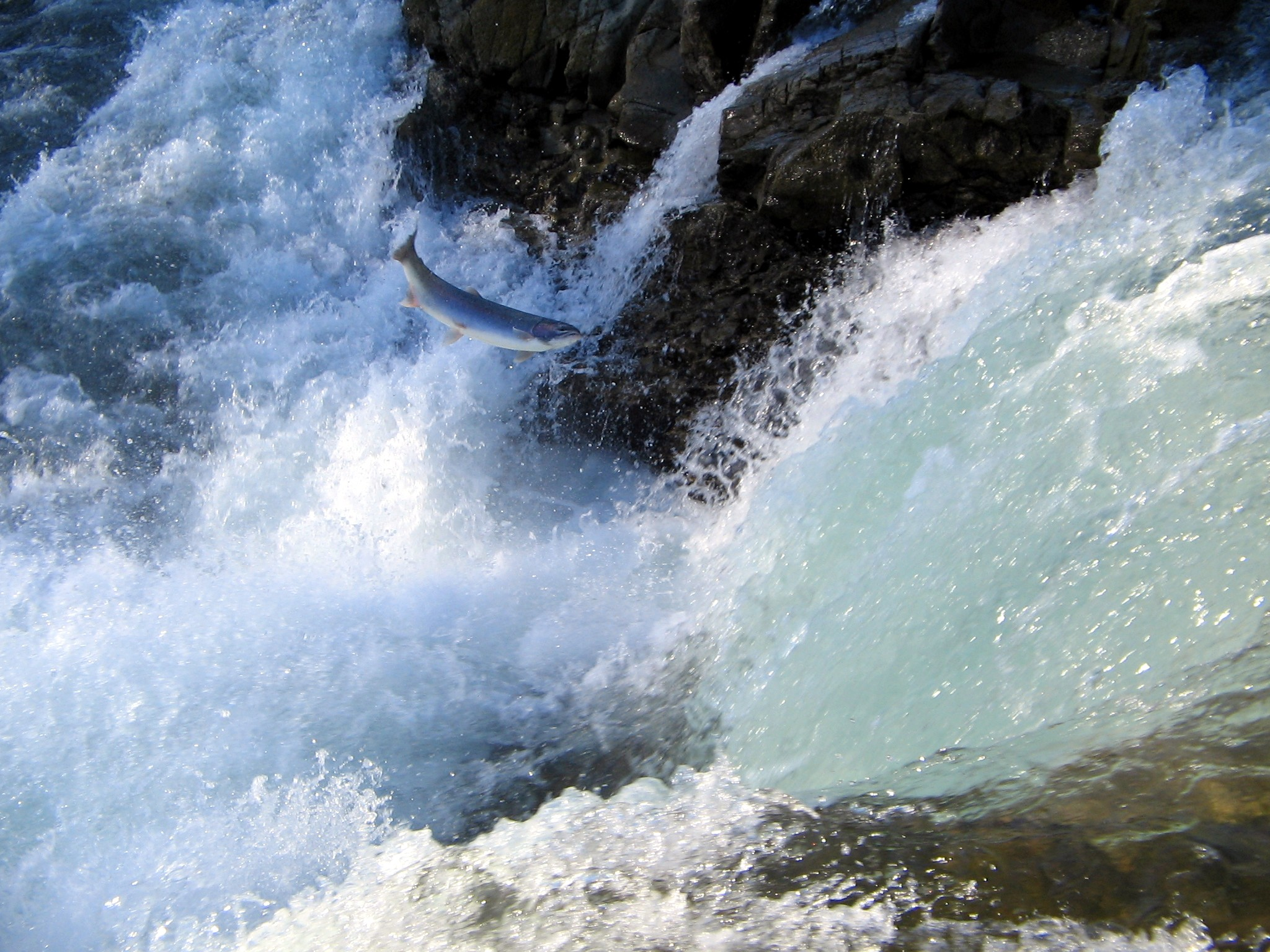
Muchas especies de salmón son anádromas y migran largas distancias río arriba para desovar.

Un pez migratorio es aquel pez que migra dentro de un mismo cuerpo de agua o hacia otro tipo de cuerpo de agua. Según la especie, las razones de la migración pueden ser la cría, la alimentación o la hibernación. Los que no migran se llaman peces estacionarios.
Las definiciones propuestas en principio de "anádromos" y "catádromos" eran confusas. George S. Myers en 1949 propuso otras que fueron aceptadas ampliamente en ese momento y que siguen siendo aceptadas en su sentido más amplio hasta hoy.
No obstante, Robert M. McDowall en relación con la diadromía en particular, consideró que los términos de anadromía, catadromía y anfidromía eran exclusivas y especializadas formas de diadromía que parecían cubrir todas las posibilidades.
Las siguientes son definiciones aceptadas hasta la actualidad:
- Diádromos, (del griego διά, a través y δρόμος, recorrido, carrera) son peces que migran entre agua dulce a agua salada.
  - Anádromos, (del griego ἀνά, arriba y δρόμος, recorrido, carrera) peces diádromos que viven en el mar una gran parte de su vida y migran a aguas dulces para criar. Por ejemplo, como el salmón del atlántico (Salmo salar) que cría en el curso superior de un río.
  - Catádromos, (del griego κατά, abajo y δρόμος, recorrido, carrera) peces diádromos que viven la mayor parte de su vida en aguas dulces y migran al mar para desovar (p. ej., la anguila).
  - Anfídromos, (del griego ἀμφι, ambos lados y δρόμος, recorrido, carrera) peces diádromos cuya migración entre agua dulce a salada, o viceversa, se realiza sin ánimo de frezar para razones de alimentación o para hibernar. Los peces Tilapia son anfídromos.[3][4]

- Potamódromos, (del griego πάθος, río y δρόμος, recorrido, carrera) peces que viven y migran en el interior de una misma cuenca hidrográfica, solo en el agua dulce. Por ejemplo la trucha (Salmo trutta L., 1758 "morpha" fario).[5]
- Oceanódromos, (del griego Ώκεανός, océano y δρόμος, recorrido, carrera) que viven y migran en el mar, por ejemplo para seguir las «nubes» de plancton. Los atunes son un ejemplo.

Según otros autores, podemos hablar de definiciones más específicas o intermedias como semicatádromos (Whitfield, 2005), semianádromos (Cronin and Mansueti 1971), migrante estuarino (Whitfield 1999, 2005), etc. El léxico es amplio y variado.